# Jersey Girl
Jersey Girl ist ein US-amerikanischer Spielfilm des Regisseurs Kevin Smith. Er verzichtet dabei zum ersten Mal auf die Figuren seines bisherigen Filmuniversums (wie Jay und Silent Bob).

## Handlung
Gertrude, die frischgebackene Ehefrau des beruflich erfolgreichen PR-Managers Ollie Trinké, stirbt bei der Geburt der gemeinsamen Tochter Gertie. Er ist nun alleinerziehender Vater. Im Zuge dieses Einschnitts verliert er seine Arbeit und seine Wohnung, als er sich vor der versammelten Presselandschaft über den zu diesem Zeitpunkt (1994) aufstrebenden Will Smith lustig macht. Er zieht schließlich zu seinem Vater nach New Jersey. Zwar will er seinen beruflichen Erfolg nicht so schnell aufgeben und baldmöglichst wieder nach Manhattan ziehen, doch seine Tochter hat andere Vorstellungen. Aus dem zu Beginn karrierebewussten Yuppie wird zunächst ein recht hilfloser, später ein liebevoller Vater. Er arbeitet, so wie sein Vater, bei der Stadtreinigung, um genügend Zeit für seine inzwischen achtjährige Tochter aufbringen zu können.
Beim Ausleihen eines Videos mit seiner Tochter lernt Ollie die Studentin Maya kennen, die in der Videothek arbeitet. In einer für ihn peinlichen Situation – er will, ohne dass seine Tochter etwas bemerkt, auch noch einen Pornofilm ausleihen – überredet ihn Maya, ihr Fragen im Rahmen einer soziologischen Studie zum Ausleihverhalten von Pornos zu beantworten. Sie treffen sich dazu einige Tage später in einem Diner, wo ihn Maya in aller Öffentlichkeit zu Details seines Intimlebens befragt; bei diesem Gespräch gibt er zu, dass er seit dem Tod seiner Frau keinen Geschlechtsverkehr mehr hatte. Maya bietet ihm daraufhin einen zwanglosen One Night Stand an. Er sträubt sich zunächst, fährt dann aber doch mit Maya zum Haus seines Vaters, wo sie sich vor der unerwartet nach Hause kommenden Tochter unter der Dusche verstecken und überrascht werden, bevor es zum verabredeten Sex kommen kann. Ollie und Maya einigen sich auf ein freundschaftliches Verhältnis. Im weiteren Verlauf des Films versucht Ollie wieder ins PR-Geschäft zu kommen. Er hat auf Vermittlung seines früheren Protégés Arthur Brickman einen Vorstellungstermin in New York, der aber unglücklicherweise kurz vor einer gemeinsamen Schulaufführung mit seiner Tochter stattfinden soll. Beim Warten trifft er auf Will Smith, selbst Vater von drei Kindern. Sie kommen ins Gespräch, vorwiegend über die Freude an Kindern. Dabei erkennt Ollie, wie wichtig ihm die Teilnahme an der Schulaufführung ist. Er verwirft den Termin und schafft es unter Schwierigkeiten noch rechtzeitig zur Aufführung wieder nach New Jersey zu kommen. Danach treffen sich alle Beteiligten glücklich über die gut verlaufene Aufführung in einer Kneipe. Ollie erklärt, nun doch in New Jersey bleiben zu wollen und tanzt mit Maya.

## Kritiken
- „Trotz des vorherrschenden sentimentalen Untertons (der Film ist bezeichnenderweise Smiths verstorbenem Vater gewidmet), hat der Regisseur nicht sein Ohr für lebensnahe witzige Dialoge verloren. Diverse Gags wie die ‚Sweeney Todd‘-Broadwaymusical-Einlage treffen absolut ins Schwarze.“ (Blickpunkt: Film)
- „Normalerweise ist Regisseur Kevin Smith bekannt für seine Komödien über Herumtreiber, Verlierer und gefallene Engel. Doch im Gegensatz zu seinen bisherigen Werken erzählt er diesmal eine recht konventionelle Geschichte über einen allein erziehenden Vater. Aber Kevin Smith wäre nicht Kevin Smith, wenn er seine Geschichte nicht mit Dialogwitz und Situationskomik ausstatten würde. Jersey Girl wird zu keiner Zeit dramatisch, sondern ist vielmehr eine bezaubernd eingängige Feel-Good-Komödie. Vor allem dank der pfiffigen Raquel Castro als Gertie.“ (Rhein-Zeitung)

## Auszeichnungen
Die Produktion war bei den Young Artist Awards 2005 als Bester Familienfilm (Komödie oder Musical) nominiert, konnte sich aber nicht gegen Joe Roths Komödie Verrückte Weihnachten durchsetzen. Raquel Castro wurde als beste Filmschauspielerin unter zehn Jahren ausgezeichnet. Im selben Jahr war der Film in drei Kategorien für die Goldene Himbeere nominiert.
Goldene Himbeere 2005
- nominiert in den Kategorien
  - Schlechtester Hauptdarsteller (Ben Affleck)
  - Schlechteste Nebendarstellerin (Jennifer Lopez)
  - Schlechtestes Leinwandpaar (Ben Affleck, Jennifer Lopez und Liv Tyler)

Young Artist Awards 2005
- Beste Filmschauspielerin unter zehn Jahren (Raquel Castro)
- nominiert in der Kategorie Bester Familienfilm – Komödie oder Musical